# پروانه (حرکت بدن‌سازی)
پروانه یا فلای (به انگلیسی: Fly) یک تمرین قدرتی است، که در آن دست و بازو در یک قوس حرکت می‌کنند درحالی که آرنج در یک زاویه ثابت نگه داشته می‌شود
از این حرکت برای حرکت کردن ماهیچه‌های بالاتنه استفاده می‌شود، از این حرکت بیشتر برای تمرینات عضلات سینه استفاده می‌کنند. (پرس نظامی و پرس نیمکت
به ترتیب برای عضلات سرشانه و سینه) این حرکت باید با تمرکز و احتیاط بالایی انجام شود تا به مفصل شانه و رباط‌های متصل به آن آسیبی نگردد.

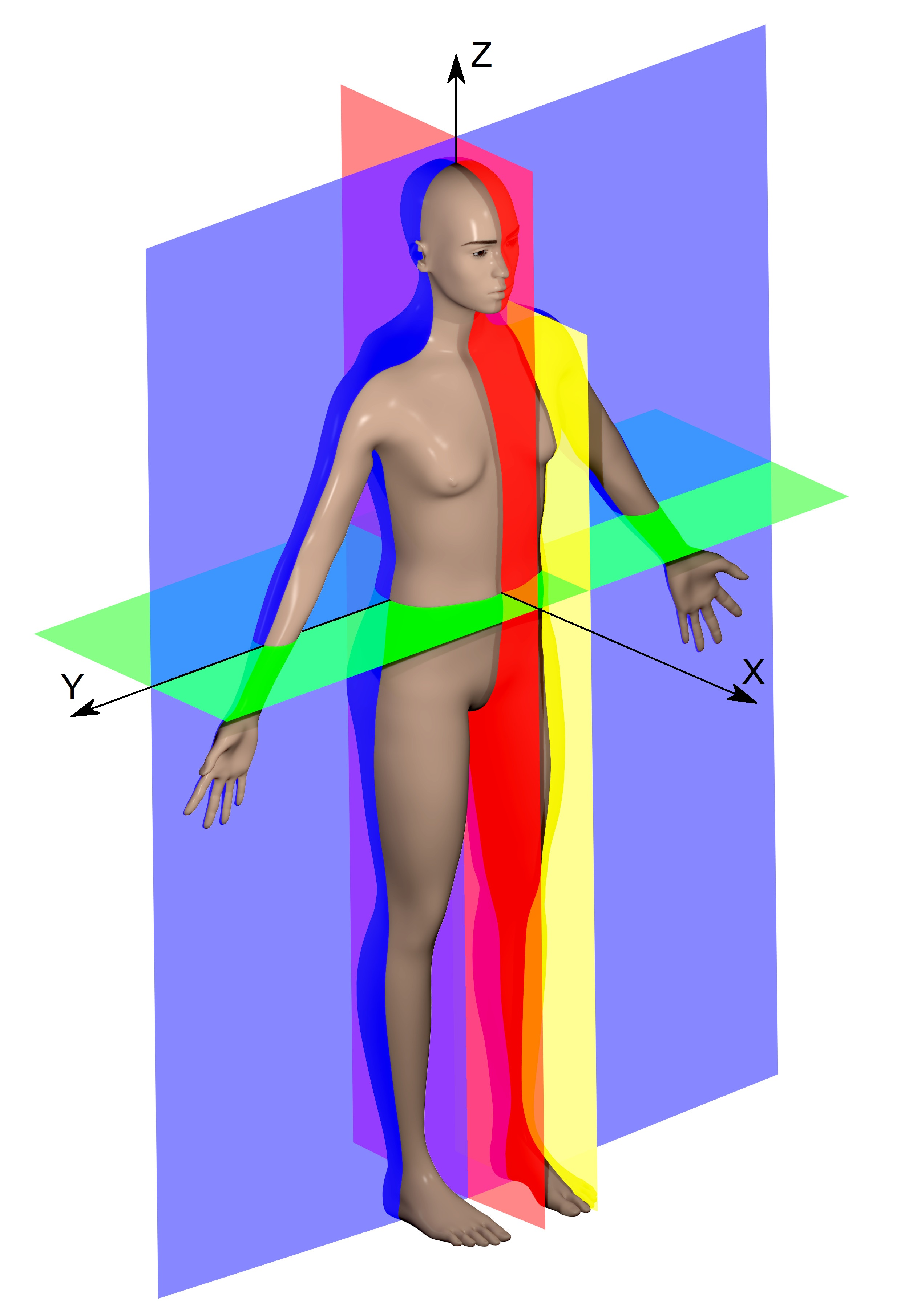
صفحات تشریحی اصلی بدن انسان شامل میانه (قرمز رنگ)، پاراساژیتال (زرد رنگ)، صفحه کرنوال (آبی رنگ) و صفحه محوری (سبز رنگ)

## تجهیزات مورد نیاز
فلای یا پروانه را می‌توان به شکل‌های مختلف انجام نمود که ساده‌ترین روش برای انجام این حرکت استفاده از دمبل می‌باشد. این حرکت را می‌توان به سه حالت خوابیده، ایستاده، نشسته انجام نمود.

### فلای حرکت سینه
فلای سینه عمدتاً با عضلات سینه ای ماژور فعالیت می‌کند تا بازوها را به صورت افقی حرکت دهند. اگر به صورت داخلی بچرخد سر در اقدام خم شدن عرضی به آن کمک می‌کند در صورت چرخش جانبی (خارجی) سهم دلتوئید کاهش می‌یابد و یک ماژور به عنوان مجرای عرضی به شدت تأکید می‌شود.
انواع حرکت با ماشین پروانه فلای از شروع تا پایان حرکت

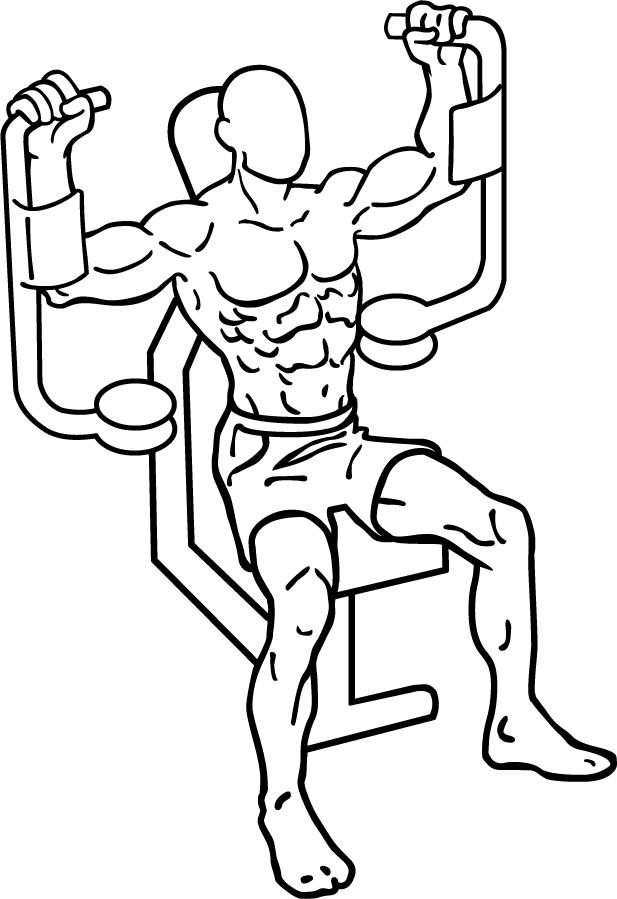
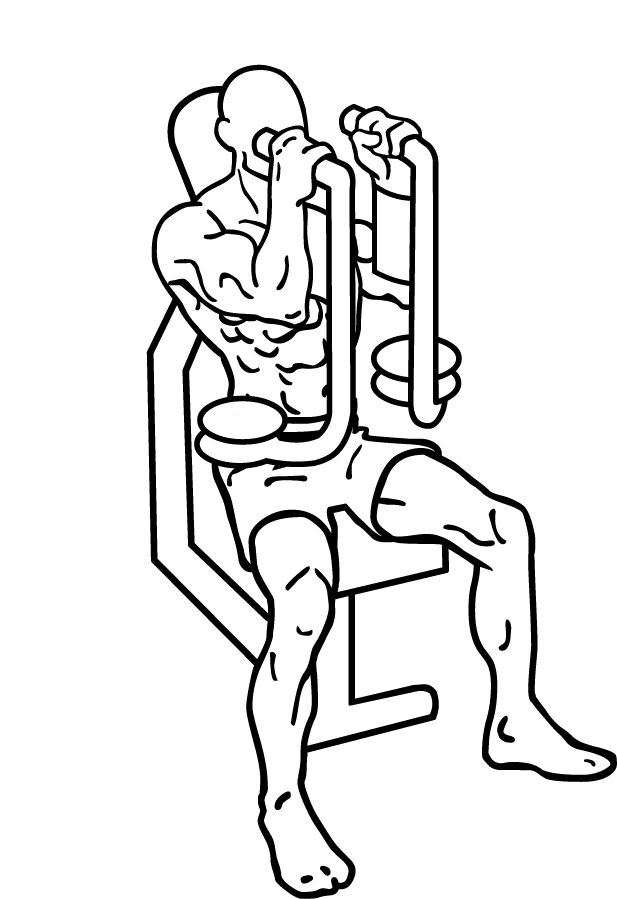
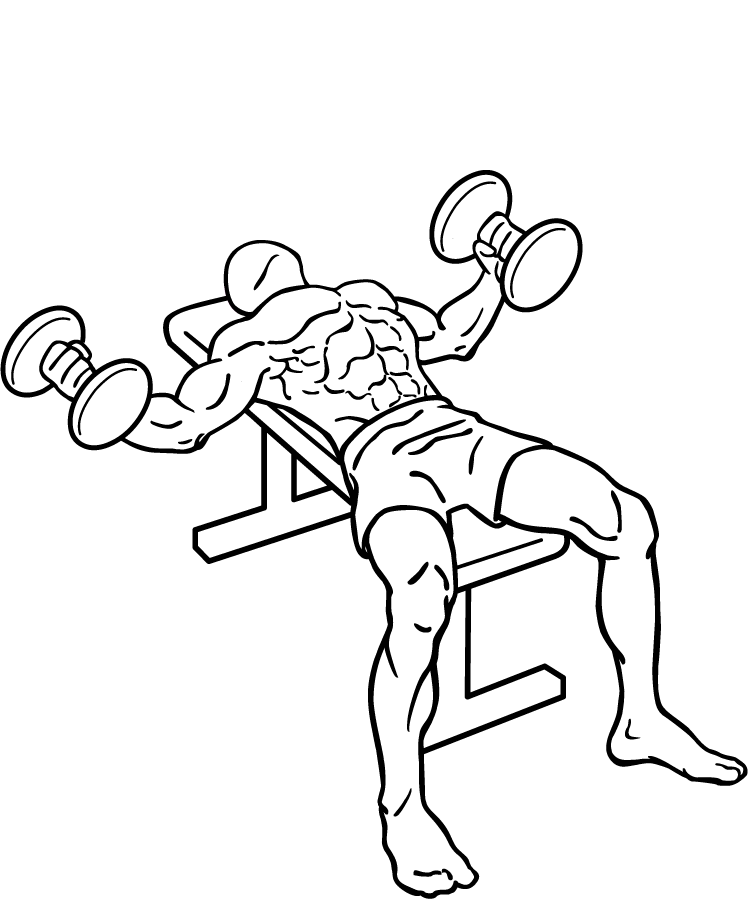
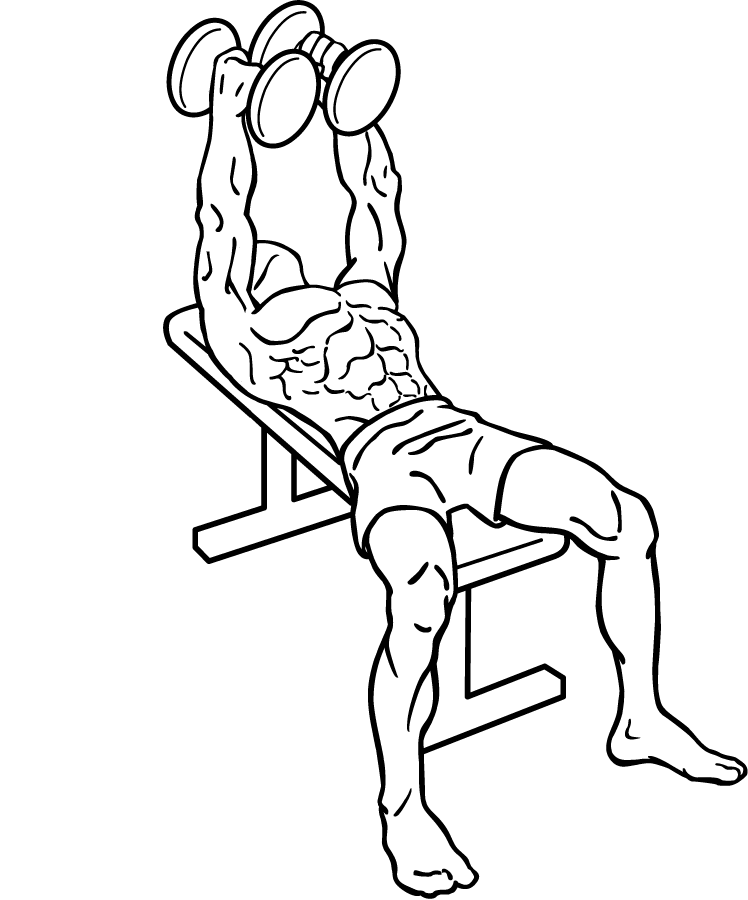

اگر از ماشین کابلی استفاده می‌کنید، بدن به سمت جلو خم می‌شود تا وزن جابجا شده را متعادل کند پاها پرانتزی شده و آرنج کمی بر زیر شانه قرار می‌گیرد.

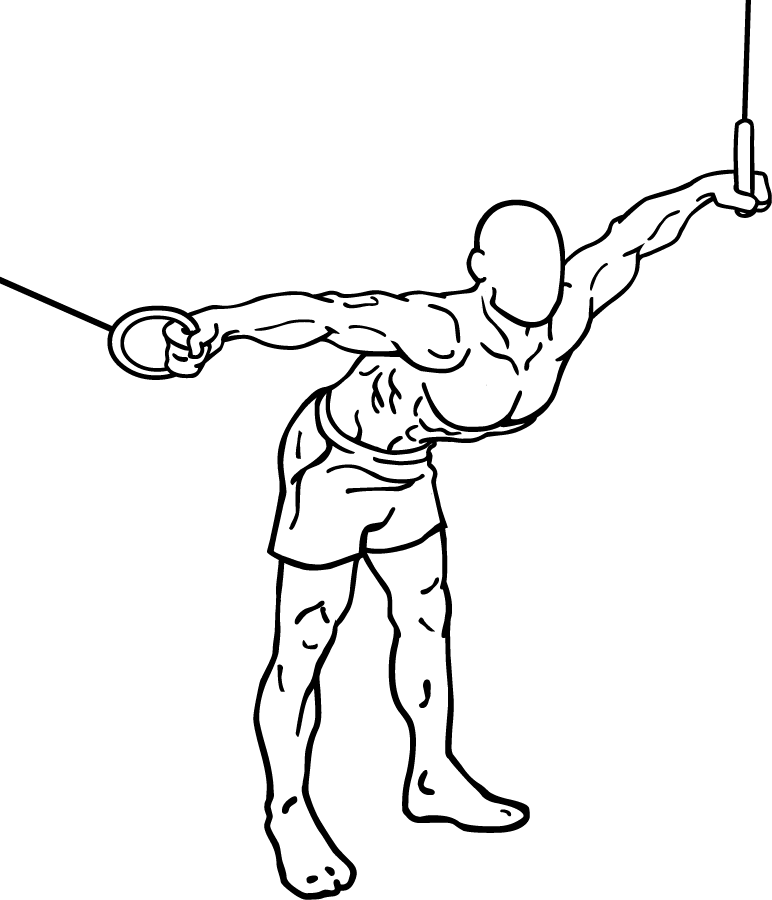
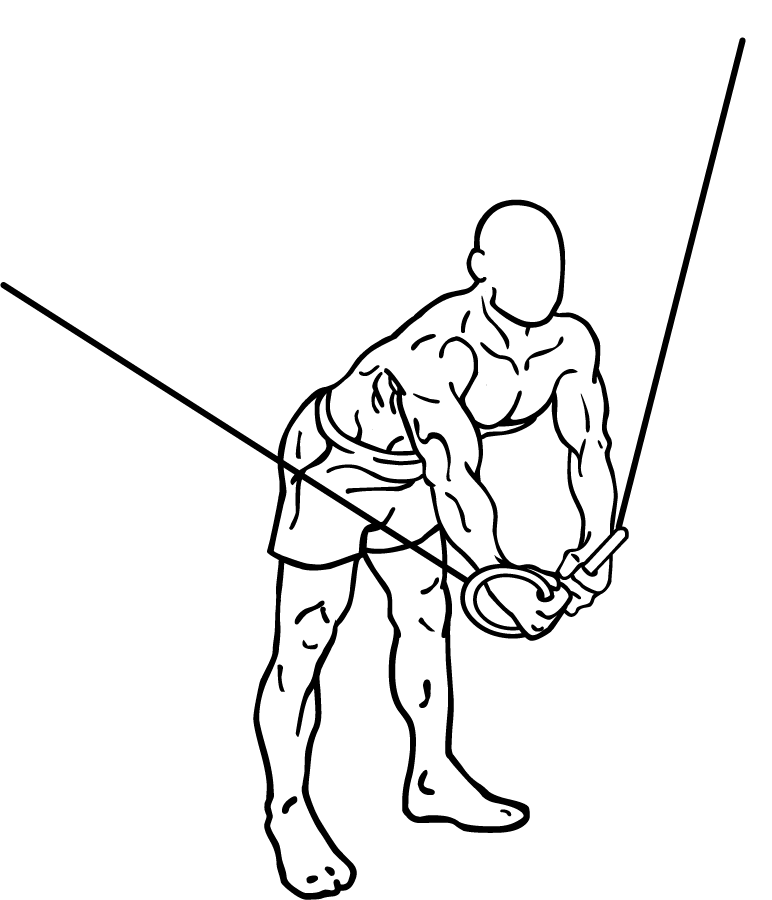
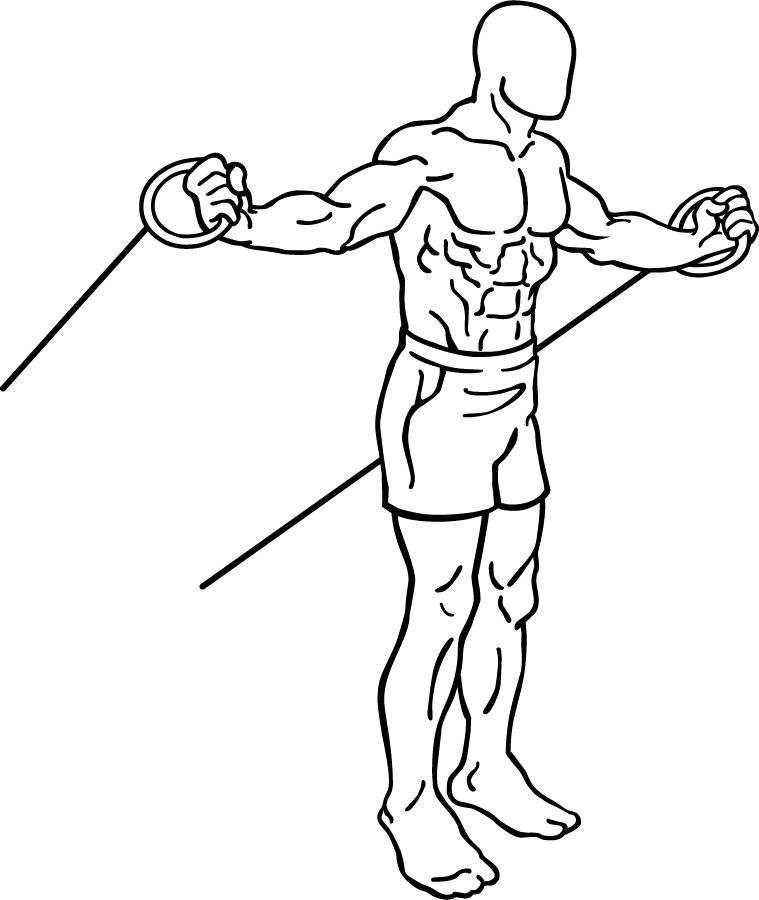
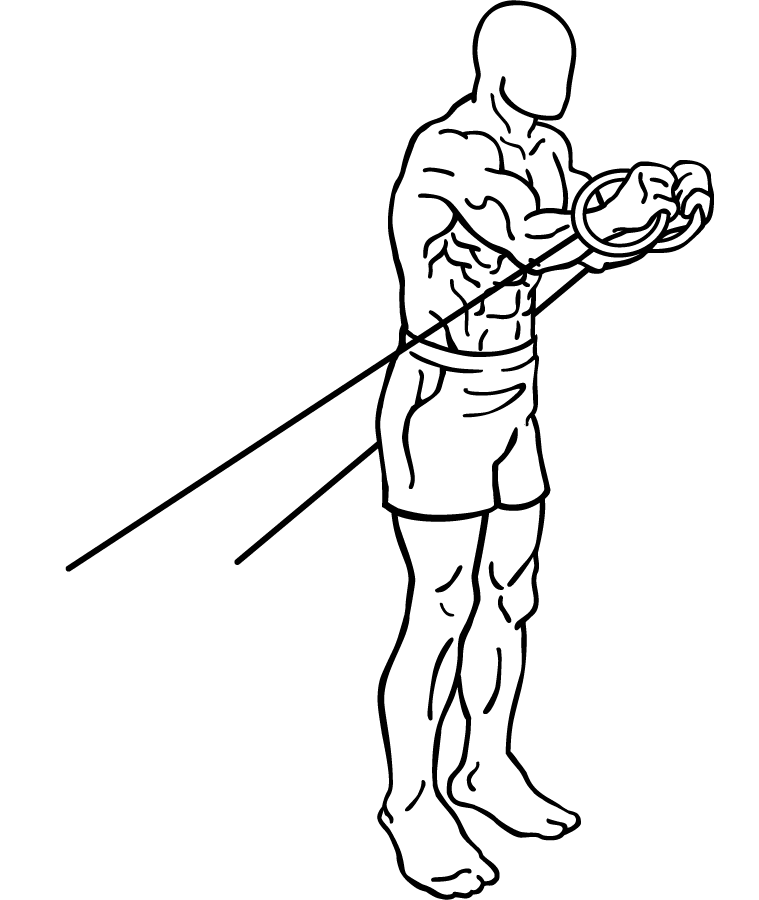
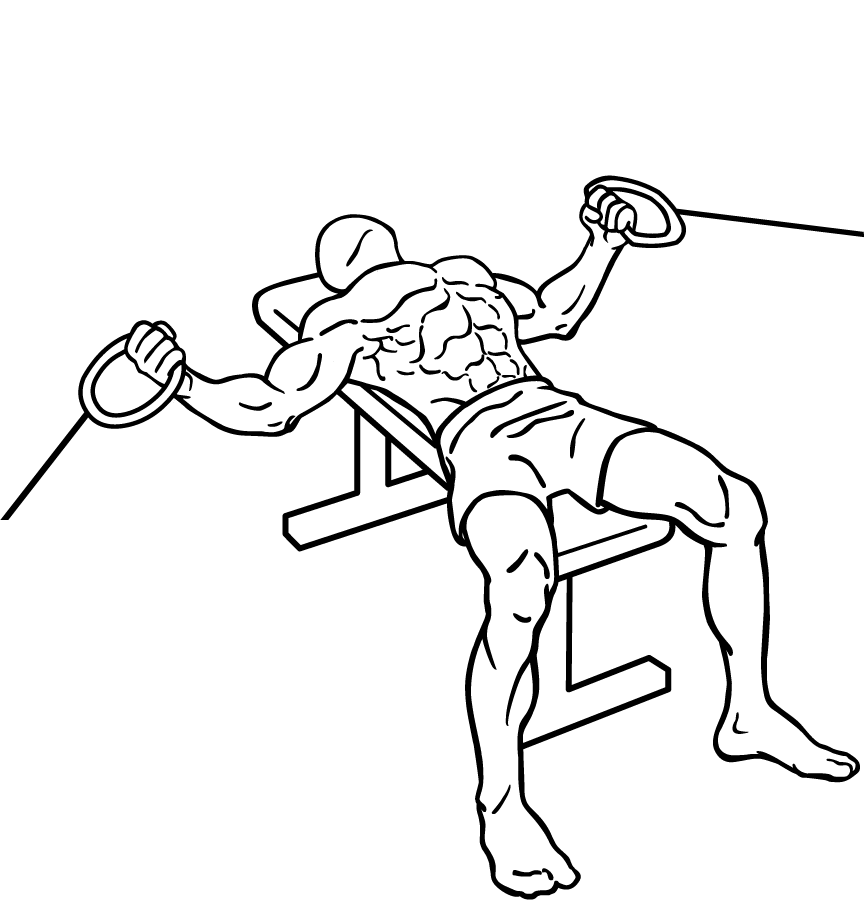
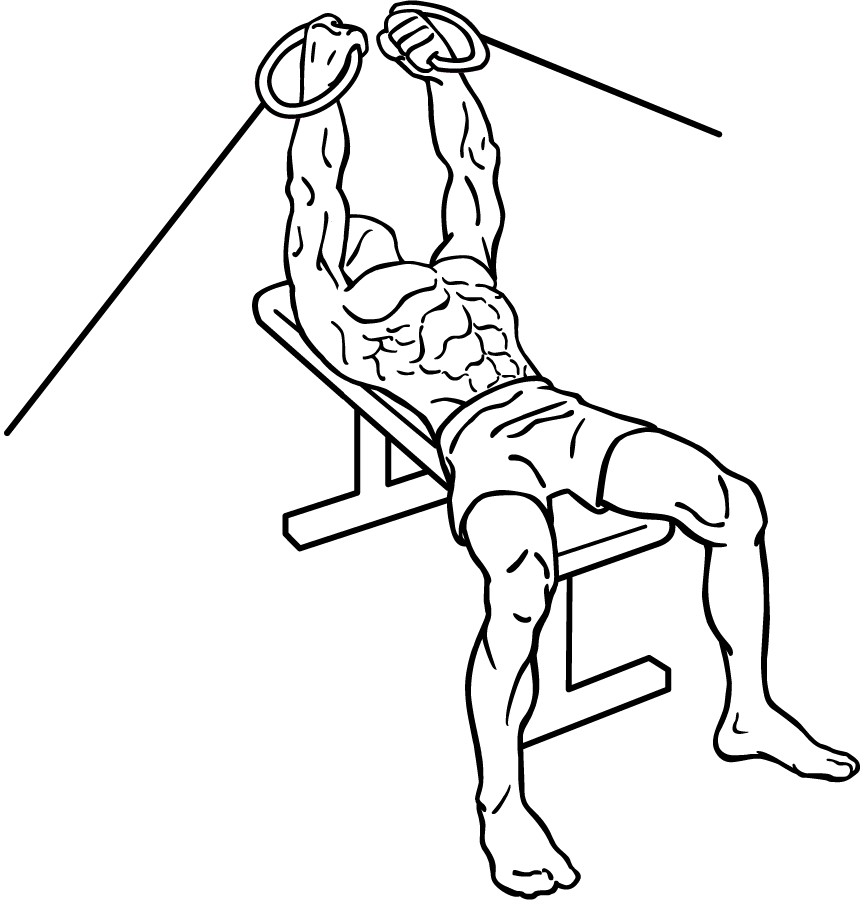